# Ho Yuen Kei
Ho Yuen Kei (9 de noviembre de 1993) es una deportista hongkonesa que compite en bochas adaptadas. Ganó dos medallas de oro en los Juegos Paralímpicos de París 2024, en las pruebas individual femenina y dobles mixto (clase BC3).

## Palmarés internacional
| Juegos Paralímpicos | Juegos Paralímpicos | Juegos Paralímpicos | Juegos Paralímpicos     |
| Año                 | Lugar               | Medalla             | Prueba                  |
| ------------------- | ------------------- | ------------------- | ----------------------- |
| 2024                | París (Francia)     | Medalla de oro      | Individual BC3 femenino |
| 2024                | París (Francia)     | Medalla de oro      | Dobles BC3 mixto        |